# Margaret Blackwood
Pour les articles homonymes, voir Blackwood.
Margaret Blackwood (née le 26 avril 1909 et morte le 1er juin 1986) est une botaniste et généticienne australienne. Elle obtint son diplôme à l’Université de Melbourne où elle devient ensuite enseignante. Elle fut nommée en 1981 Dame commandeur de l’Ordre de l’Empire britannique et fut ajoutée à titre posthume au Victorian Honour Roll of Women (en) en 2001.

## Biographie

### Premières années
Margaret Blackwood est née en 1909 à South Yarra, en banlieue de Melbourne. Ses parents, Robert Leslie Blackwood et Muriel Pearl Blackwood (née Henry) était tous deux enseignants. Son frère aîné, Robert Blackwood est ingénieur. Elle est étudiante à la pension Melbourne Girls Grammar School puis devient enseignante à Lowther Hall Anglican Grammar School et Korowa Anglican Girls’ School. En 1934, elle s’inscrit à l’Université de Melbourne où elle étudie à temps partiel tout en continuant son activité d’enseignement. Elle obtint son baccalauréat universitaire en sciences en 1938 et sa maitrîse universitaire en botanique en 1939. Ses travaux de maîtrise s’intéressent au dépérissement forestier du pin Pinus radiata. De 1939 à 1941, elle est chercheuse et enseignante de biologie végétale et génétique à l’Université de Melbourne.

### Carrière militaire
Lors de la seconde guerre mondiale, Margaret Blackwood s’engage dans la Women’s Auxiliary Australian Air Force (WAAAF). Elle travaille en tant qu’instructeur militaire avant de créer un code de chiffrement pour la force aérienne royale australienne. Elle est promue au grade de Wing commander en Janvier 1945 et retourne à la vie civile en 1946.

### Carrière académique
Après son service dans la WAAAF, Margaret Blackwood enseigne la biologie à l’Université de Melbourne, où elle est doyenne des femmes. Elle reçoit une bourse pour étudier au Newnham college à l’Université de Cambridge, de 1948 à 1950. À cette époque, elle étudie la génétique du maïs sous la direction de David Catcheside, et termine son doctorat en 1954, . Elle retourne ensuite à l’Université de Melbourne ou elle enseigne la botanique jusqu’à son départ à la retraite en 1974. En 1976, elle est élue membre du conseil de l’Université de Melbourne ou elle devient la première femme vice-chancelier en 1980.
Après sa mort en 1986, ses écrits sont conservés à l’Université de Melbourne.

## Prix et distinctions
Margaret Blackwood est : 
- Membre de l’ordre de l’Empire britannique (1964),
- Dame commandeur de l’ordre (1981)[4],
- En 1989, une nouvelle espèce de champignon, Phyllosticta blackwoodiae est nommé en son honneur[5],
- En 2001, elle est ajoutée à titre posthume, au « Victoria Honor Roll of Women » (Tableau d'honneur des femmes de Victoria)[6].